# گائوتامی کاپور
گائوتامی کاپور (به انگلیسی: Gautami Kapoor) (زاده ۲۱ ژوئن ۱۹۷۴) بازیگر، مدل هندی است.
از فیلم‌هایی که وی در آن نقش داشته است می‌توان به فنا، دانش‌آموز سال، عشق، چه کرده‌ای؟، حقیقت تنها پیروزی است ۲ و روی دیگر ازدواج اشاره کرد.